# Hans Watzlik

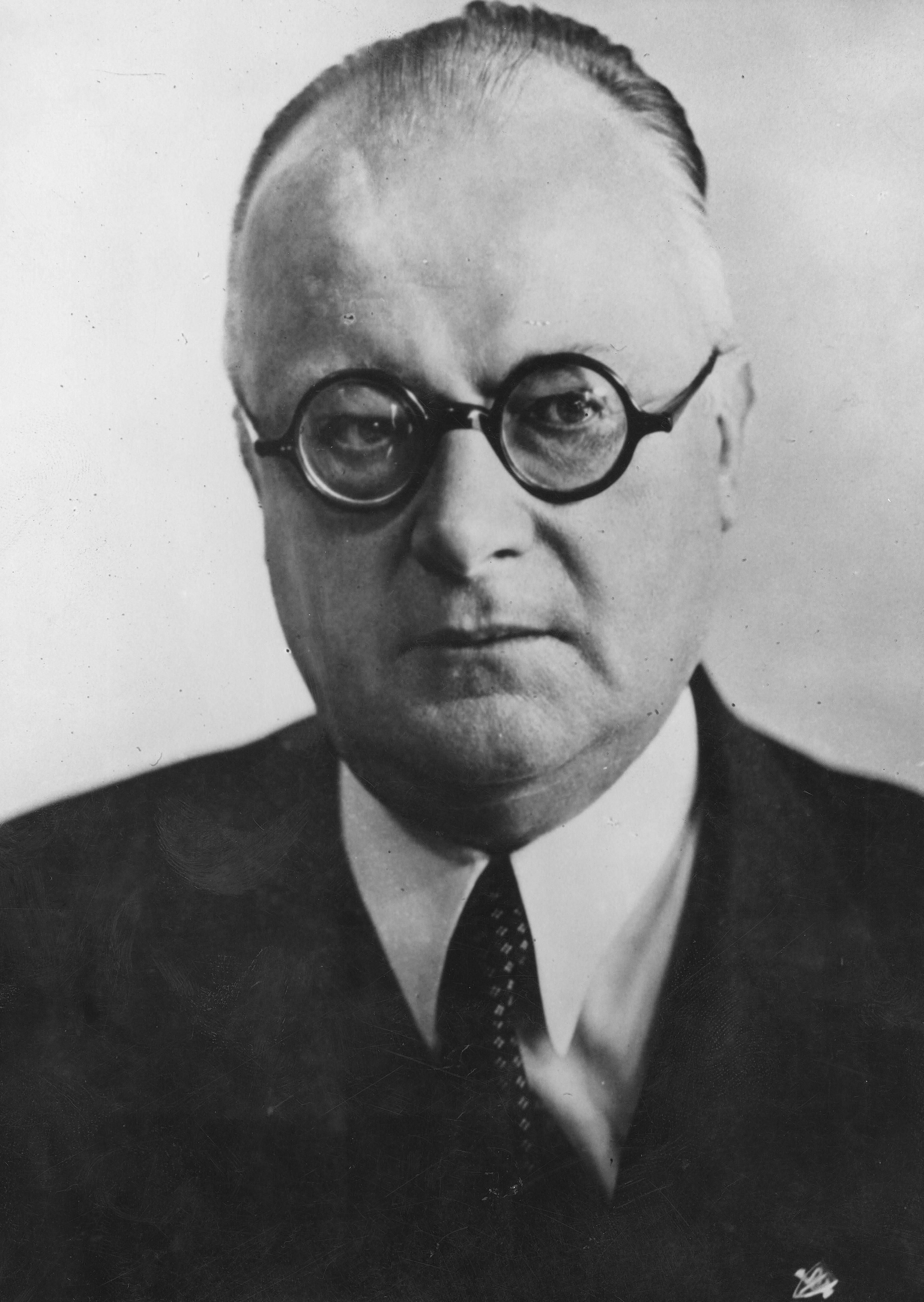
Hans Watzlik (1944)

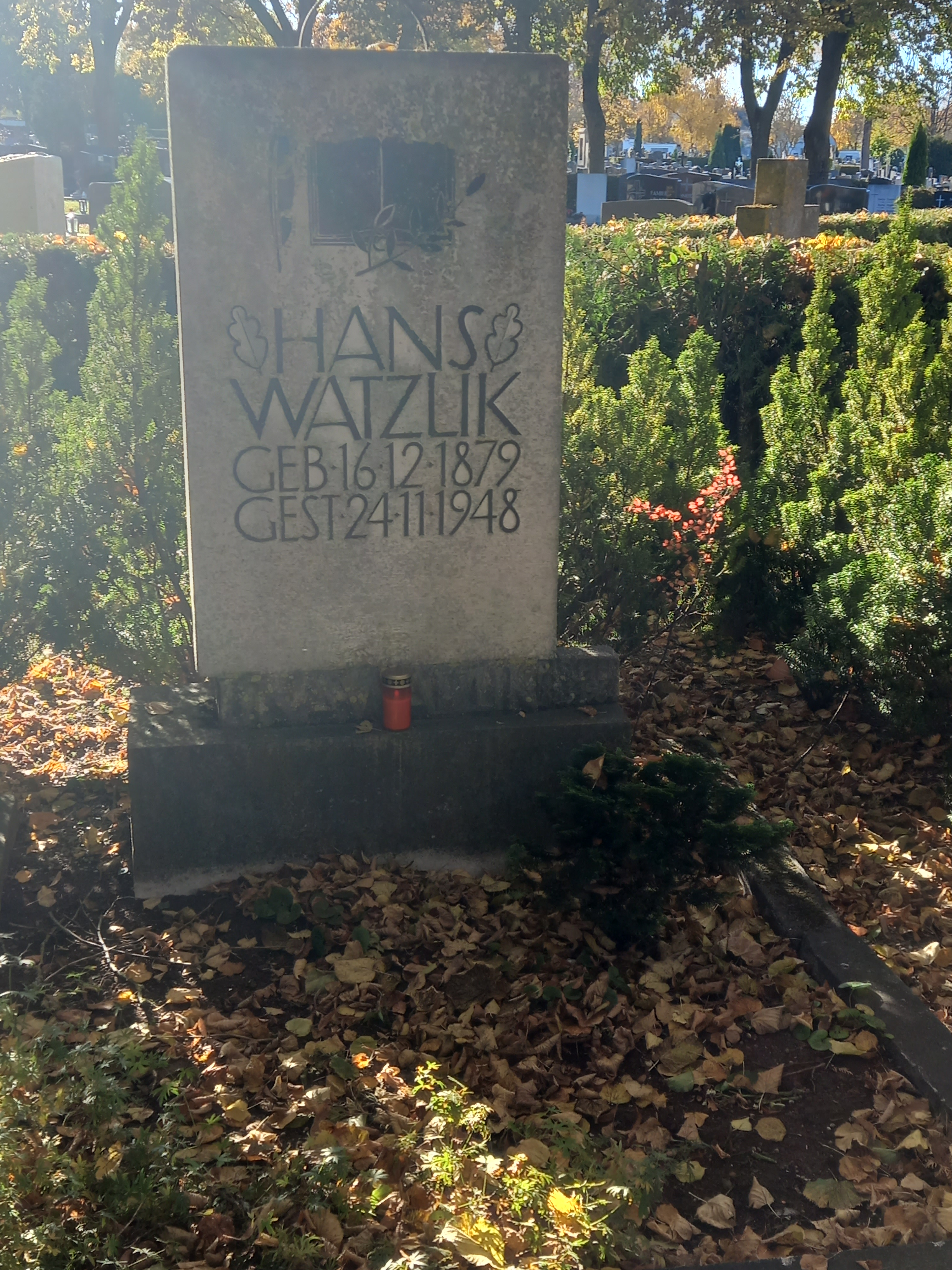
Das Grab von Hans Watzlik auf dem Oberen Katholischen Friedhof Regensburg

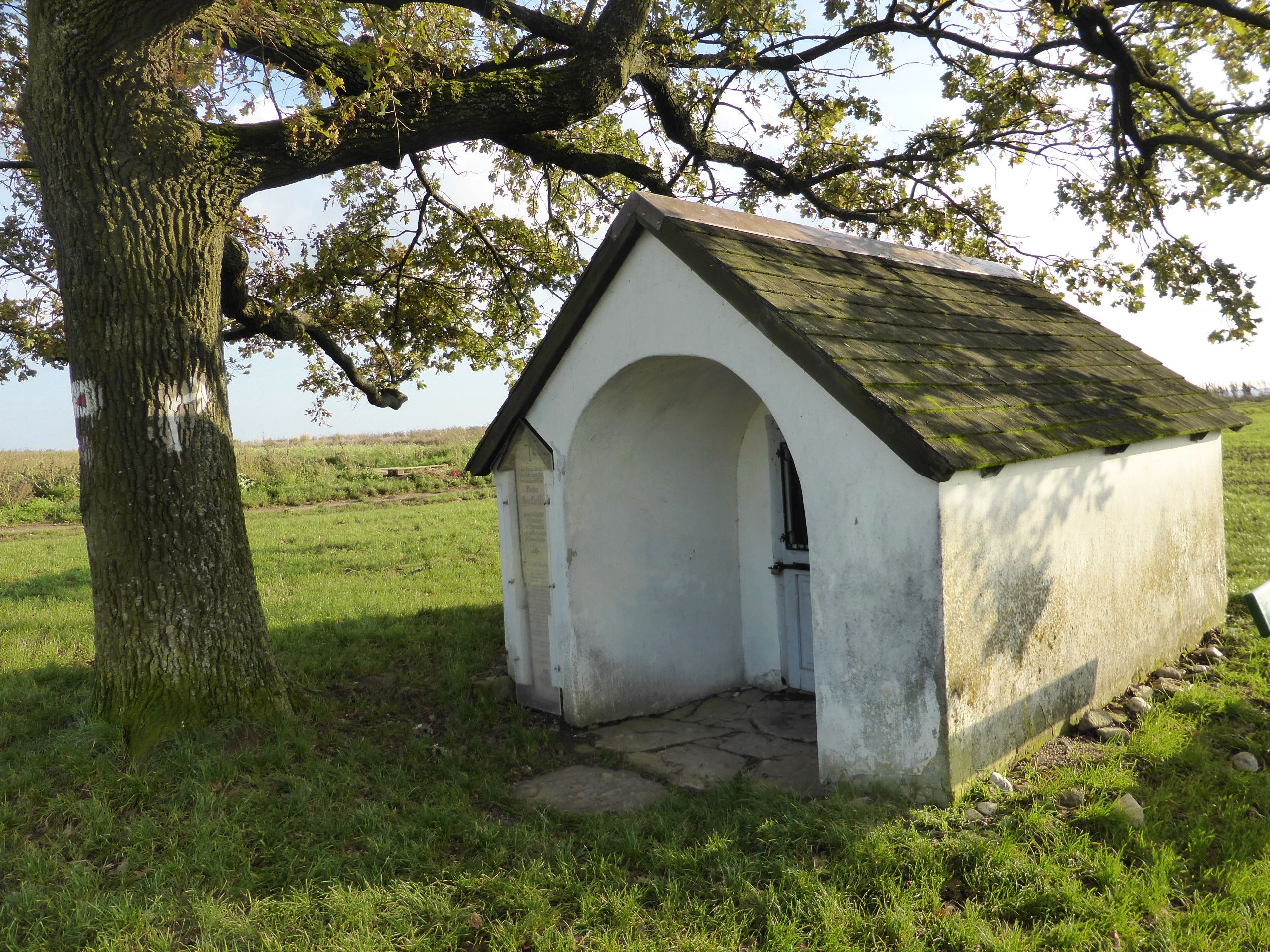
Watzlik-Kapelle in Tremmelhausen

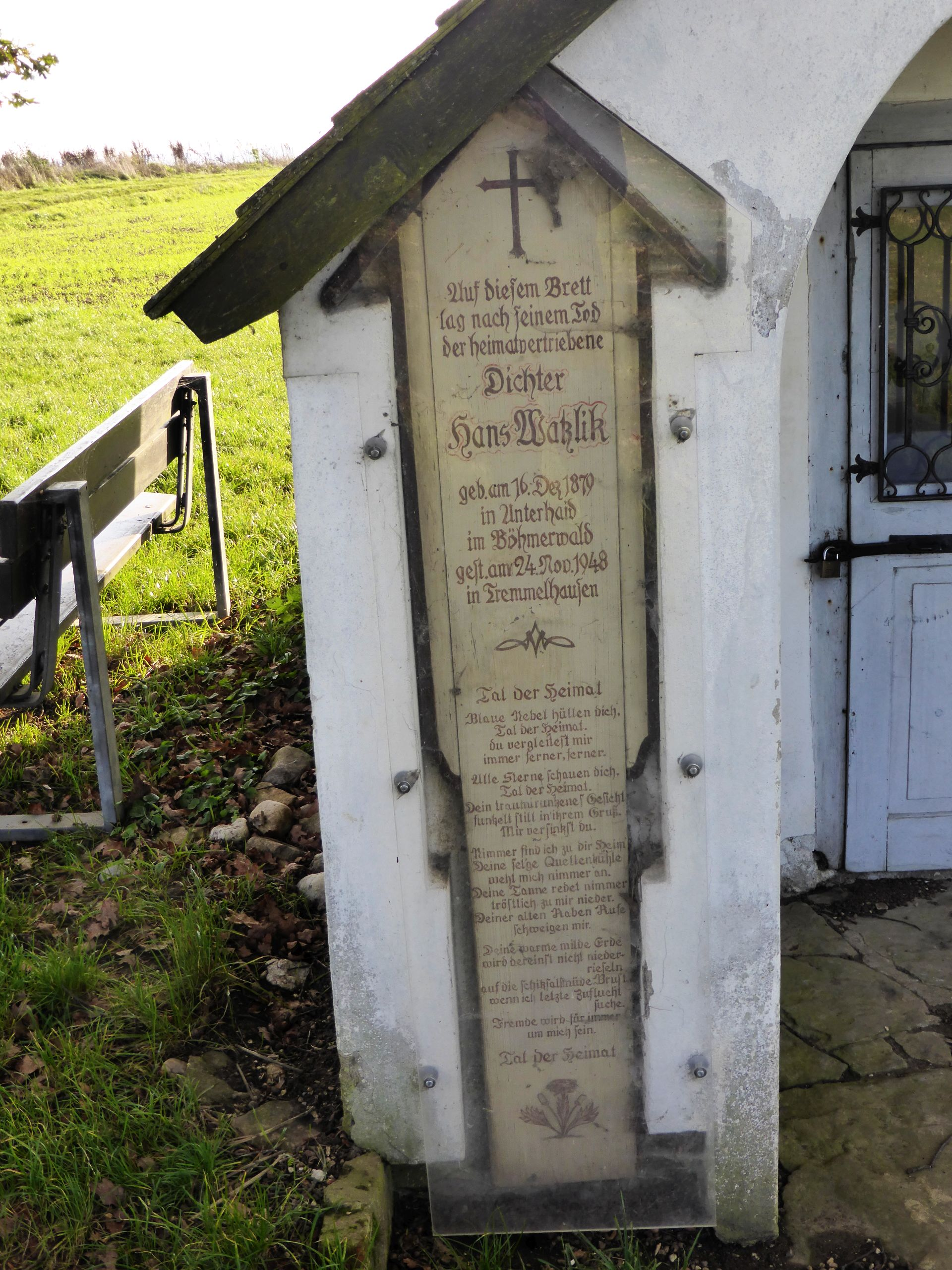
Totenbrett von Hans Watzlik an der sog. Watzlik-Kapelle in Tremmelhausen

Hans Watzlik (* 16. Dezember 1879 in Unterhaid, Österreich-Ungarn; † 24. November 1948 in Tremmelhausen) war ein deutsch-böhmischer Schriftsteller.

## Leben
Hans Watzlik – Sohn eines Postmeisters – verbrachte seine Kindheit in den väterlichen Dienstorten im Böhmerwald und bei Brüx. Danach besuchte er die Lateinschule und die Lehrerbildungsanstalt in Budweis und studierte in Prag. 1899 wurde Watzlik Lehrer in Andreasberg im Böhmerwald. Im Jahr 1901 war er Mitbegründer des Ferialvereines Hochwald, dessen Tradition heute die Alte Prager Landsmannschaft Böhmerwald zu Linz fortführt. 1906 wurde er nach Neuern versetzt.
Seit 1921 war Hans Watzlik als freier Schriftsteller in Neuern ansässig. Er publizierte häufig im Völkischen Beobachter und gab die völkische Zeitschrift Der Ackermann aus Böhmen heraus. Er wurde Amtswalter der Sudetendeutschen Partei und flüchtete während der Sudetenkrise im Herbst 1938 vorübergehend nach Deutschland. Seit 1938 war Watzlik Mitglied der NSDAP.
Zur Zeit des Nationalsozialismus galt Watzlik für die NSDAP als politisch zuverlässig und künstlerisch wertvoll. Nach dem Ende des Zweiten Weltkriegs erscheint Watzlik auf der von der Deutschen Verwaltung für Volksbildung in der sowjetischen Besatzungszone herausgegebenen Liste der auszusondernden Literatur mit zwei Werken, auf der vom Österreichischen Bundesministerium für Unterricht herausgegebenen Liste der gesperrten Autoren und Bücher mit allen seinen Werken.
Watzliks Werk ist äußerst umfangreich. Insgesamt sind 96 Einzelwerke, 393 Erzählungen, 285 Sagen und Kunstmärchen sowie 445 Gedichte nachgewiesen. 2022 wurde erstmals das lyrische Gesamtwerk von Watzlik dokumentiert. Von 445 Gedichten waren bislang 118 Gedichte unveröffentlicht.
1946 wurde Watzlik nach vierzehn Monaten Haft durch Gerichtsurteil und aufgrund der Beneš-Dekrete aus der Tschechoslowakei ausgewiesen. Seine letzten Jahre verbrachte er auf Gut Tremmelhausen bei Regensburg.

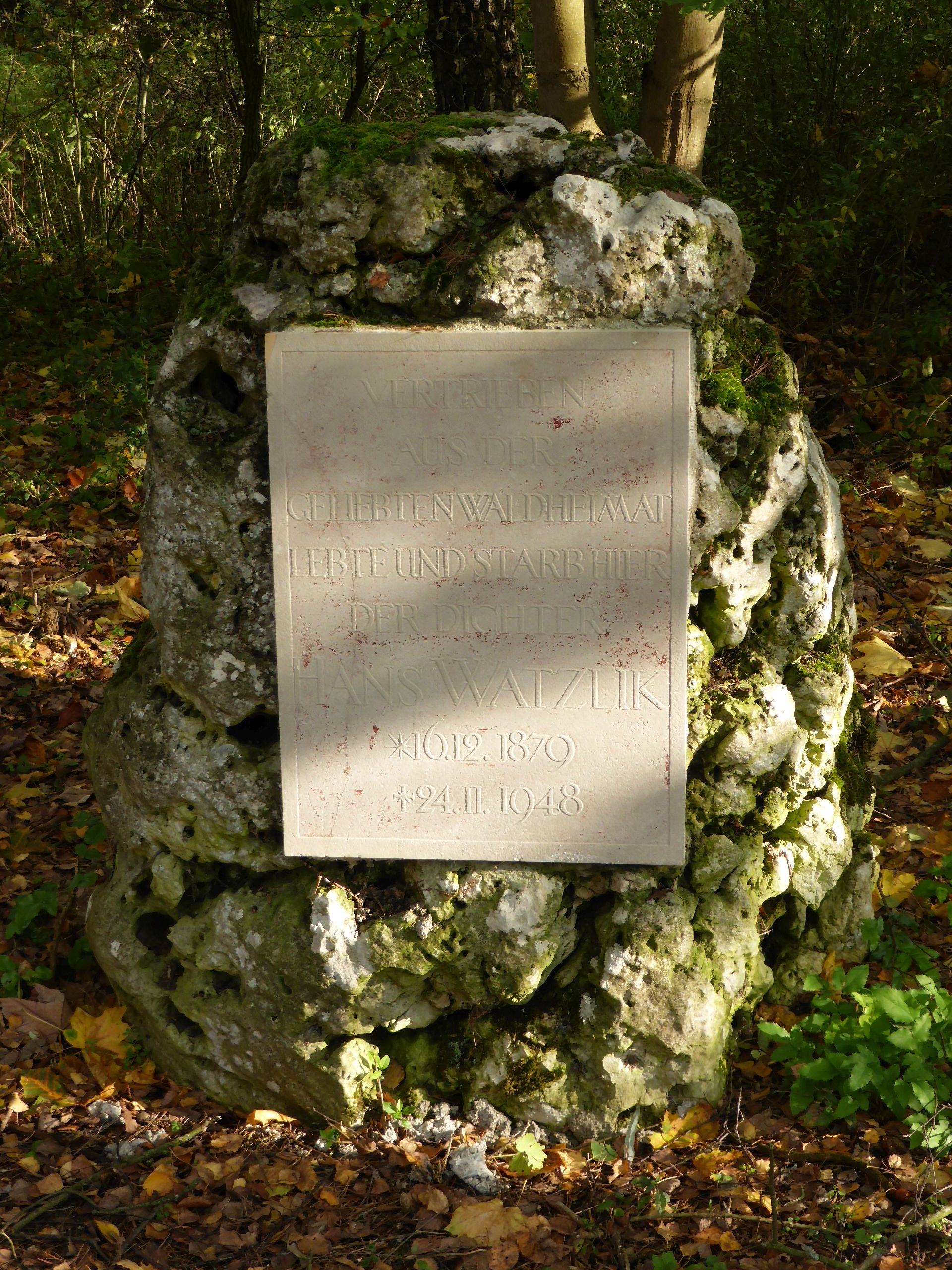
Watzlik-Gedenkstein in Tremmelhausen

## Auszeichnungen und Ehrungen
- 1917 korrespondierendes Mitglied der Gesellschaft zur Förderung deutscher Wissenschaft, Kunst und Literatur in Böhmen, 1924 ordentliches Mitglied der daraus hervorgegangenen Deutschen Gesellschaft der Wissenschaften und Künste für die Tschechoslowakische Republik
- 1915 und 1917 Großer Preis der Kanka-Stiftung für Schriftsteller und Künstler
- 1926 Vertreter der deutschen Dichtkunst im Senat in der Gesellschaft für deutsches Schrifttum
- 1931 Tschechoslowakischer Staatspreis für deutsche Literatur (für Der Pfarrer von Dornloh)
- 1939 Joseph Freiherr von Eichendorff-Preis
- 1939 Goethe-Medaille für Kunst und Wissenschaft
- Adalbert-Stifter-Preis
- Ehrengrab der Stadt Regensburg auf dem Oberen Katholischen Friedhof in Regensburg
- 1950 Hans-Watzlik-Hain Naturschutzgebiet beim Zwieslerwaldhaus.[8]
- Straßenbenennungen in Schönsee, Augsburg, Forchheim, Lappersdorf, Maxhütte-Haidhof, Neutraubling, Ottobrunn, Regen, Regensburg, Sulzbach-Rosenberg,[9] Salzgitter, Traunreut  und (früher) weitere[10]

## Mitgliedschaften
- Bund der Deutschen in Böhmen
- Adalbert-Stifter-Gesellschaft (ab 1917)
- Nationalverband Deutscher Schriftsteller; ab 1932 Mitglied dessen erweiterten Vorstandes
- Sudetendeutsche Partei; Amtsleiter 1936
- NSDAP (ab 1938)
- Reichsschrifttumskammer
- Pennalverbindung „Colleg der Alten Häuser der Prager Quercus“, nach der 1887 sistieren Pennalverbindung „Prager Quercus“ entstanden, Pennalverbindung „Pädagogia Prachatitz“, „Akademische Landsmannschaft Böhmerwald“.[11]

## Werke (Auswahl)

### Romane
- Der Alp (Staackmann Leipzig 1914) Neudruck: Hofenberg Berlin 2019
- Phönix (1916)
- O Böhmen! (1917)
- Aus wilder Wurzel (Staackmann Leipzig 1920) Neudruck: Hofenberg Berlin 2024
- Fuxloh (Staackmann Leipzig 1922) Neudruck: Hofenberg Belin 2020
- Ums Herrgottswort (Staackmann Leipzig 1926) Neudruck: Hofenberg Berlin 2022
- Das Glück von Dürrnstauden (Staackmann Leipzig 1927) Neudruck: Hofenberg Berlin 2022
- Die Fräulein von Rauchenegg (Staackmann Leipzig 1929) Neudruck Hofenberg Berlin 2023
- Der Pfarrer von Dornloh (1930)
- Die Leturner Hütte. Volksverband der Bücherfreunde, Berlin (1932)
- Der Teufel wildert (1933)
- Die Krönungsoper (Wegweiser-Verlag Berlin 1935) Neudruck: Hofenberg Berlin 2022
- Der Rückzug der Dreihundert (1936)
- Der Meister von Regensburg (Staackmann Leipzig 1939, Adam-Kraft-Verlag Augsburg 1950; über Albrecht Altdorfer), Neudruck: Hofenberg Berlin 2023
- Die Bärentobler (1941)
- Ein Stegreifsommer (1944)
- Der Verwunschene (1957)

### Novelle
- Die romantische Reise des Herrn Carl Maria von Weber (1932). Neuausgabe unter dem Titel Romantische Symphonie (1956) Neudruck: Hofenberg Berlin 2022

### Erzählungen
- Im Ring des Ossers (Staackmann Leipzig 1913) Neudruck: Hofenberg Berlin 2019
- Die Christnacht der Tiere (nach 1913)
- Stilzel, der Kobold des Böhmerwaldes (Eugen-Diederichs-Verlag Jena 1926, Ensslin und Laiblin Reutlingen 1950) Neudruck Hofenberg Berlin 2021
- Nordlicht (1926)
- Der wilde Eisengrein (1927)
- Dämmervolk. Spukhafte Erzählungen (1928)
- Faust im Böhmerwald (1930)
- Stilzel und der Mühlknecht (Hermann-Schaffstein-Verlag Köln1938) Neudruck Hofenberg Berlin 2022
- Hinterwäldler (Gauverlag Bayreuth 1941) Neudruck: Hofenberg Berlin 2019
- Bayrische Erzählungen (Sammelband, Staackmann Leipzig 1944) Neudruck: Hofenberg Berlin 2020
- Seltsame Begebenheiten aus alter Zeit (1962)
- Das hölzerne Haus

### Märchen
- Ridibunz (1927)
- Der Riese Burlebauz (1931)

### Legenden
- St. Gunter in der Wildnis (1926)
- Böhmerwaldsagen (Moldavia Budweis 1921)

### Gedichte
- Zu neuen Sternen (1919)
- Der flammende Garten (1921)
- Balladen (1938)

### Gedichte und Erzählungen
- Von deutschböhmischer Erde (1915)
- Die Abenteuer des Florian Regenbogner (1919)
- Mein Wuldaland (1925)

### Jugendbücher
- Erdmut (1935)
- Die Buben von der Geyerflur (1937)

### Schauspiel
- Das Sankt-Martini-Haus (1925)

### Libretto
- Kranwit (1929). Musik: Theodor Veidl